# FC Fyn
FC Fyn – duński klub piłkarski z siedzibą w Odense, istniejący w latach 2006–2013.

## Historia
Plany utworzenia wspólnej drużyny piłkarskiej w Fionii sięgały lat 80. i 90. Wtedy planowano połączyć trzy utytułowane w mistrzostwach Danii zespoły z Odense: Odense Boldklub, Boldklubben 1909 oraz Boldklubben 1913, jednak za każdym razem nie udawało się dojść do porozumienia przedstawicielom tych klubów. Ostatecznie dopiero w styczniu 2006 zespoły w pełni zgodziły się na utworzenie nowej drużyny. Fuzji dokonały Boldklubben 1909 oraz Boldklubben 1913, do których dołączył Dalum IF, jednak nastąpiła ona bez udziału Odense Boldklub. W marcu 2006 DBU zaakceptowało połączenie zespołów. Nowy klub przyjął nazwę FC Fyn i przejął licencję występującego w grupie zachodniej 2. division Boldklubben 1913. Fuzja zaczęła obowiązywać od 1 lipca 2006. Pozostałe zespoły założycielskie, również grające w tej samej grupie 2. division, zostały zdegradowane do Danmarksserien.
W sezonie 2006/07 FC Fyn przystąpił do rozgrywek grupy zachodniej 2. division, z powodu zajęcia przez Boldklubben 1913 piątej pozycji w nich w poprzednim sezonie. Nowy zespół zajął trzecią pozycję i przystąpił do baraży o awans do 1. division, w których przegrał z Hvidovre IF. Do 1. division ostatecznie awansował w sezonie 2008/09 poprzez pierwszą pozycję w 2. division. W drugiej lidze duńskiej występował do sezonu 2010/11, w którym zajął przedostatnie miejsce i spadł na trzeci poziom rozgrywkowy. Do 1. division powrócił w 2012 po zwycięstwie w grupie zachodniej 2. division oraz wygranych barażach z Hellerup IK.
Pod koniec 2012 związek zawodników poinformował, że w związku z niewypłacaniem pensji swoim zawodnikom przez FC Fyn, zostało wszczęte postępowanie komornicze mające na celu zwrócenie należności. Stowarzyszenie przedstawiło, że próby wyegzekwowania zaległości trwały od lata 2010 roku. Klub w międzyczasie podjął plan ratunkowy dotyczący uregulowania finansów również pod względem zobowiązań od sponsorów, jednak zakończył się niepowodzeniem, przez co 31 stycznia 2013 ogłosił upadłość. Niedługo później zespoły założycielskie poinformowały o definitywnej rezygnacji ze wspólnego projektu i przywróceniu w pełni niezależnej od siebie działalności.

## Poszczególne sezony
Opracowano na podstawie:
| Sezon   | Liga                        | Miejsce | Punkty | Bramki | Puchar   | Uwagi                                                      |
| ------- | --------------------------- | ------- | ------ | ------ | -------- | ---------------------------------------------------------- |
| 2006/07 | 2. division (gr. zachodnia) | 3/14    | 49     | 68-51  | 3. runda | Porażka w barażach o udział w 1. division z Hvidovre IF    |
| 2007/08 | 2. division (gr. zachodnia) | 3/16    | 63     | 60-31  | 3. runda |                                                            |
| 2008/09 | 2. division (gr. zachodnia) | 1/16    | 64     | 75-32  | 3. runda |                                                            |
| 2009/10 | 1. division                 | 8/16    | 42     | 42-51  | 2. runda |                                                            |
| 2010/11 | 1. division                 | 15/16   | 26     | 45-60  | 2. runda |                                                            |
| 2011/12 | 2. division (gr. zachodnia) | 1/16    | 72     | 71-21  | 2. runda | Zwycięstwo w barażach o udział w 1. division z Hellerup IK |
| 2012/13 | 1. division                 | 16/16   | 11     | 26-84  | 1. runda | Zespół rozwiązany w trakcie sezonu                         |

## Stadion
FC Fyn podczas swojej działalności występował na dwóch stadionach. Do 2011 rozgrywał spotkania na Odense Atletikstadion (pojemność: 8000 osób), który jednak nie spełniał wymagań niezbędnych dla klubów 1. division, dlatego w tym roku przeniósł się na Odense Stadion o pojemności 15790 osób.